# Dirigente Centrale Operativo
Il Dirigente Centrale Operativo (abbreviato in DCO) è una particolare figura di Regolatore della Circolazione che su linee ferroviarie, provviste di apposite attrezzature stabilite dai servizi della rete ferroviaria, da un posto centrale, interviene nella regolazione della circolazione dei treni e nella formazione degli itinerari delle stazioni e località di servizio poste sotto la sua giurisdizione. 
Su tali linee il DCO attua il controllo centralizzato del traffico mediante un posto centrale a cui sono collegati in telecomando i posti periferici collegati da un canale di trasmissione per l'invio di comandi dal posto centrale verso posti periferici e la ricezione di controlli in senso inverso.
Negli ultimi anni vi stato un miglioramento tecnologico che ha permesso di passare dal telecomando CTC al telecomando in ACC-M, permettendo ai DCO di visualizzare in attendibile sicurezza ed in tempo reale ogni informazione dai posti periferici. Tale tecnologia, moderna ed attendibile, ha fatto sì che dal 'telecomando' si sia passati alla concezione di 'presenziamento a distanza'.